# Bahnstrecke Studenec–Křižanov
| Kursbuchstrecke (SŽ): | 257                  |                                                      |                                                      |
| Streckenlänge: | 33,832 km            |                                                      |                                                      |
| Spurweite: | 1435 mm (Normalspur) |                                                      |                                                      |
| Streckenklasse: | C3                   |                                                      |                                                      |
| Maximale Neigung: | 20 ‰                 |                                                      |                                                      |
| Streckengeschwindigkeit: | 70 km/h              |                                                      |                                                      |
| |                      |                                                      |                                                      |
| \| \| \| von Střelice (vorm. StEG) \| \| \| \| 0,000 \| Studenec früher Studenetz \| Studenec früher Studenetz \| \| \| \| nach Okříšky (vorm. StEG) \| \| \| \| 3,088 \| Pozďatín früher Pozdiatin \| Pozďatín früher Pozdiatin \| \| \| 4,410 \| Kojatín \| Kojatín \| \| \| 7,939 \| Budišov u Třebíče früher Budischau \| Budišov u Třebíče früher Budischau \| \| \| 13,775 \| Rudíkov früher Rudikau \| Rudíkov früher Rudikau \| \| \| 14,703 \| Vlčatín \| Vlčatín \| \| \| 16,787 \| Oslavička Klein Woslawitz \| Oslavička Klein Woslawitz \| \| \| 19,995 \| Oslavice Gross Woslawitz \| Oslavice Gross Woslawitz \| \| \| 20,068 \| (Neubautrasse 1953) \| (Neubautrasse 1953) \| \| \| 22,260 \| Velké Meziříčí staré nádraží früher Gross Meseritsch \| Velké Meziříčí staré nádraží früher Gross Meseritsch \| \| \| 22,760 \| Velké Meziříčí zastávka \| Velké Meziříčí zastávka \| \| \| 24,028 \| Velké Meziříčí \| Velké Meziříčí \| \| \| \| Oslava \| \| \| \| \| Dálnice 1 \| \| \| \| \| \| \| \| \| \| \| \| \| \| 29,445 \| Martinice u Velkého Meziříčí \| Martinice u Velkého Meziříčí \| \| \| \| von Brno-Židenice \| \| \| \| 33,832 \| Křižanov \| Křižanov \| \| \| \| nach Havlíčkův Brod \| \| |                      |                                                      |                                                      |
| Strecke |                      | von Střelice (vorm. StEG)                            | von Střelice (vorm. StEG)                            |
| Bahnhof | 0,000                | Studenec früher Studenetz                            | Studenec früher Studenetz                            |
| Abzweig geradeaus und nach links |                      | nach Okříšky (vorm. StEG)                            | nach Okříšky (vorm. StEG)                            |
| Haltepunkt / Haltestelle | 3,088                | Pozďatín früher Pozdiatin                            | Pozďatín früher Pozdiatin                            |
| Haltepunkt / Haltestelle | 4,410                | Kojatín                                              | Kojatín                                              |
| Bahnhof | 7,939                | Budišov u Třebíče früher Budischau                   | Budišov u Třebíče früher Budischau                   |
| Bahnhof | 13,775               | Rudíkov früher Rudikau                               | Rudíkov früher Rudikau                               |
| Haltepunkt / Haltestelle | 14,703               | Vlčatín                                              | Vlčatín                                              |
| Haltepunkt / Haltestelle | 16,787               | Oslavička Klein Woslawitz                            | Oslavička Klein Woslawitz                            |
| Haltepunkt / Haltestelle | 19,995               | Oslavice Gross Woslawitz                             | Oslavice Gross Woslawitz                             |
| Abzweig geradeaus und nach links · Strecke von rechts | 20,068               | (Neubautrasse 1953)                                  | (Neubautrasse 1953)                                  |
| Betriebs-/Güterbahnhof Streckenende · Strecke | 22,260               | Velké Meziříčí staré nádraží früher Gross Meseritsch | Velké Meziříčí staré nádraží früher Gross Meseritsch |
| Haltepunkt / Haltestelle | 22,760               | Velké Meziříčí zastávka                              | Velké Meziříčí zastávka                              |
| Bahnhof | 24,028               | Velké Meziříčí                                       | Velké Meziříčí                                       |
| Brücke über Wasserlauf |                      | Oslava                                               | Oslava                                               |
| Strecke mit Straßenbrücke |                      | Dálnice 1                                            | Dálnice 1                                            |
| Brücke |                      |                                                      |                                                      |
| Brücke |                      |                                                      |                                                      |
| Haltepunkt / Haltestelle | 29,445               | Martinice u Velkého Meziříčí                         | Martinice u Velkého Meziříčí                         |
| Abzweig geradeaus und von rechts |                      | von Brno-Židenice                                    | von Brno-Židenice                                    |
| Bahnhof | 33,832               | Křižanov                                             | Křižanov                                             |
| Strecke |                      | nach Havlíčkův Brod                                  | nach Havlíčkův Brod                                  |

Die Bahnstrecke Studenec–Křižanov ist eine regionale Eisenbahnverbindung in Tschechien. Sie verläuft von Studenec u Třebíče (Studenetz) über Velké Meziříčí (Gross Meseritsch) nach Křižanov. Der Abschnitt Studenec–Velké Meziříčí wurde ursprünglich von der priv. Österreichisch-Ungarischen Staatseisenbahngesellschaft (StEG) als Sekundärbahn erbaut und betrieben, die weitere Strecke entstand bis 1953 als Lückenschluss zur Neubautrasse Brünn–Havlíčkův Brod durch die Tschechoslowakischen Staatsbahnen (ČSD).
Nach einem Erlass der tschechischen Regierung ist die Strecke seit dem 20. Dezember 1995 als regionale Bahn („regionální dráha“) klassifiziert.

## Geschichte
Die Konzession für die „Secundärbahn“ Studenetz–Gross Meseritsch erhielt die StEG zusammen mit der Strecke Segen Gottes–Okříško am 28. Dezember 1882. Teil der Konzession war die Verpflichtung, die konzessionierte Bahn bis zum 1. September 1885 fertigzustellen und „dem öffentlichen Betriebe zu übergeben“. Die Konzessionsdauer war bis zum 31. Dezember 1965 festgesetzt. Eröffnet wurde die Strecke am 12. Juni 1886. Den Betrieb führte die StEG selbst aus.
Am 1. Jänner 1908 übernahmen die k.k. Staatsbahnen (kkStB) die Betriebsführung. Mit der Verstaatlichung der StEG am 15. Oktober 1909 kam dann auch die Infrastruktur zu den kkStB. Im Jahr 1912 wies der Fahrplan der Sekundärbahn vier Zugpaare 2. und 3. Klasse aus. Sie benötigten für die 23 Kilometer lange Strecke etwas über eine Stunde. Nach dem Zerfall Österreich-Ungarns im Oktober 1918 ging die Strecke an die neu gegründeten Tschechoslowakischen Staatsbahnen (ČSD) über.
Mit dem Einsatz moderner Motorzüge kam es Mitte der 1930er Jahre einerseits zu einer Fahrzeitverkürzung als auch zu einer Verdichtung des Fahrplanes. Der Winterfahrplan von 1937/38 verzeichnete sieben Personenzugpaare, von denen drei als Motorzug verkehrten.

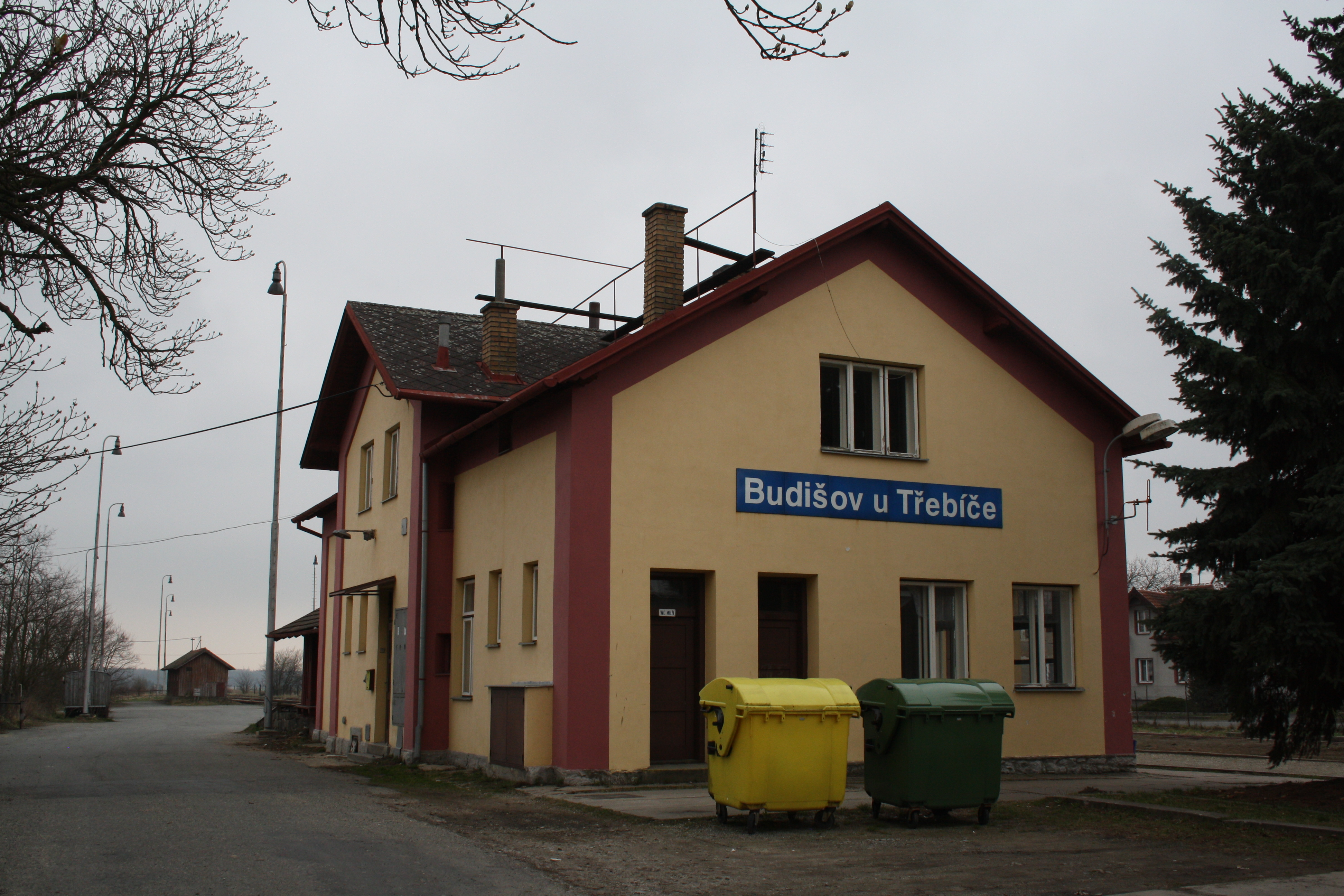
Bahnhof Budišov u Třebíče (2010)

Im Zweiten Weltkrieg lag die Strecke zur Gänze im Protektorat Böhmen und Mähren. Betreiber waren jetzt die Protektoratsbahnen Böhmen und Mähren (ČMD-BMB). Am 9. Mai 1945 kam die Strecke wieder vollständig zu den ČSD.
Im Zusammenhang mit dem Bau der Strecke Brno–Havlíčkův Brod wurde die Strecke Anfang der 1950er Jahre bis Křižanov erweitert. Am 20. Dezember 1953 wurde die Neubautrasse eröffnet.
Am 1. Januar 1993 ging die Strecke im Zuge der Auflösung der Tschechoslowakei an die neu gegründeten České dráhy (ČD) über. Seit 2003 gehört sie zum Netz des staatlichen Infrastrukturbetreibers Správa železniční dopravní cesty (SŽDC).
Im Jahresfahrplan 2013 wurde die Strecke täglich im Zweistundentakt von den Personenzügen der Linien Studenec–Velké Meziříčí und Velké Meziříčí zastávka–Křižanov bedient. Zwei Züge verkehrten werktags durchgängig über die Gesamtstrecke.